# Kim Hye-soo
Kim Hye-soo (* 5. September 1970 in Busan) ist eine südkoreanische Schauspielerin.

## Leben
In The Face Reader (2013) spielt sie eine Gisaeng und Schamanin, die den Protagonisten (gespielt von Song Kang-ho) unterstützt und nach Hanyang holt. 2015 spielte sie die Hauptrolle in dem Film Coin Locker Girl, als Kredithai, der ein Mädchen aus einem Münzschließfach zu einer Geldeintreiberin aufzieht.
Ihre zwei jüngeren Brüder, Kim Dong-hyeon und Kim Dong-hee, sind ebenfalls Schauspieler.
Kim hat einen Bachelor-Abschluss von der Dongguk University in Theater und Film. Zudem hat sie einen Master-Abschluss von der Sungkyunkwan University in Journalism and Mass Communications, gab jedoch 2013 zu, ihre Master-Thesis plagiiert zu haben.

## Filmografie
- 1986: Kkambo (깜보)
- 1986: My Daughter Saved from Den of Evil 2(수렁에서 건진 내딸 2 Sureong-eseo Geonjin Nae Ttal 2)
- 1988: That Last Winter (그 마지막 겨울 Geu Majimak Gyeoul)
- 1988: Grown-ups Just Don’t Understand (어른들은 몰라요 Eoreundeureun Mollayo)
- 1990: Oseam Temple (오세암 Oseam)
- 1991: Lost Love (잃어버린 너 Ireobeorin Neo)
- 1993: First Love (첫사랑 Cheot Sarang)
- 1993: Love-Pro, Marriage-Amateur (연애는 프로, 결혼은 아마츄어 Yeonaeneun Peuro, Gyeolhoneun Amachyueo)
- 1994: I Wish for What Is Forbidden to Me (나는 소망한다 내게 금지된 것을 Naneun Somanghanda Naega Geumjidoen Geoseul)
- 1994: Life of Hollywood Kid (헐리우드키드의 생애 Heolliudeu Kideu-ui Saengae)
- 1994: Beullu Sigeol (블루시걸, Sprechrolle)
- 1994: Eternal Empire (영원한 제국 Yeongwonhan Jegug)
- 1994: Affliction of Man (남자는 괴로워 Namjaneun Goerowo)
- 1995: Doctor Bong (닥터봉)
- 1996: Change (체인지)
- 1997: Mister Condom (미스터 콘돔)
- 1998: Tie a Yellow Ribbon (찜 Jjim)
- 1998: Too Tired to Die (투 타이어드 투 다이)
- 1998: Dr. K (닥터 K)
- 2001: Kick the Moon (신라의 달밤 Silla-ui Dalbam)
- 2002: Three… Nightmares
- 2002: YMCA Baseball Team (YMCA 야구단)
- 2004: Faceless Beauty / Hypnotized (얼굴없는 미녀 Eolgul-oemneun Minyeo)
- 2005: The Red Shoes (분홍신 Bunhongsin)
- 2006: Tazza: The High Rollers (타짜 Tajja)
- 2006: Shim’s Family (좋지 아니한가 Jochi Anihanga)
- 2007: A Day for an Affair (바람피기 좋은 날 Barampigi Joeun Nal)
- 2007: My Eleventh Mother (열한번째 엄마 Yeolhanbeonjjae Eomma)
- 2008: Modern Boy (모던 보이)
- 2010: Villain & Widow (이층의 악당 Ichung-ui Akdang)
- 2012: The Thieves (도둑들 Dodukdeul)
- 2013: The Face Reader (관상 Gwansang)
- 2015: Coin Locker Girl (차이나타운)
- 2016: Signal (시그널 Sigeuneol)
- 2020: The Day I Died: Unclosed Case
- 2022: Juvenile Justice (소년 심판 Sonyeon Simpan)